# Escuela de Alta Dirección y Administración
L'Escuela de Alta Dirección y Administración (EADA), fondée en 1957 à Barcelone, est une des premières institutions espagnoles offrant des programmes de formation de chefs d’entreprise pour le monde de l'entreprise.
Institution privée et indépendante, elle a été, pendant plus de 50 ans, à la tête (vidéo) de la formation de chefs d’entreprise et des programmes de formation in company pour le monde de l’entreprise en Espagne et à l’étranger.

## Présentation
Jusqu’à ce jour, plus de 120 000 participants issus de plus de 50 pays lui ont confié leur formation, ce qui prouve le niveau d’innovation et de prestige d’EADA parmi les écoles d’affaires espagnoles.
Les revues prestigieuses Financial Times et The Economist (2011) situent EADA parmi les quatre meilleures écoles d’affaires d’Espagne et parmi les 100 meilleures du monde, sachant qu’il en existe environ 7 000 à échelle internationale,.
EADA possède également les certificats internationaux les plus importants du secteur : EQUIS et AMBA, mais vous n'avez pas l'AACSB.
Chez EADA, on n'obtient pas seulement des connaissances ; on favorise essentiellement le développement des aptitudes à diriger, qui deviennent un avantage concurrentiel pour le développement professionnel et personnel des participants et pour les entreprises dans lesquelles ils travaillent.
EADA met l’accent sur une étroite collaboration avec les 350 entreprises collaboratrices, lesquelles forment un réseau de collaboration pour l’amélioration constante des pratiques corporatives à échelle internationale.
Conformément aux valeurs de responsabilité sociale envers la société qui nous caractérisent, EADA collabore avec les Nations unies au programme PRME: Principles for Responsible Management Éducation.
Il faut signaler tout particulièrement les programmes in company, de formation "sur mesure". Pour cela, EADA dispose d’un Centre de Formation Résidentiel, le Campus EADA Collbató, outil indispensable pour la méthodologie basé sur l'expérience, une valeur différenciatrice clé de notre formation.

## Histoire
Au cours des deux premières années de son existence, EADA fut conçue comme cabinet conseil en matière de direction et de gestion d’entreprise. Deux ans plus tard, ses activités s’élargirent vers la formation permanente spécialisée dans le domaine de la gestion et de l’administration des entreprises.
En 1967, EADA se transforma en société anonyme, ayant pour actionnaires les fondateurs, professeurs et le personnel non enseignant lié à l’institution.
À partir de 1990, EADA n’occupe pas seulement l’immeuble de la rue Aragón de Barcelone, mais elle possède également le Centre Résidentiel de Collbató; à partir de 1999, EADA renforce sa présence sur le marché latino-américain avec la création de plusieurs agences dans différents pays.
Mission
EADA est une Fondation Privée Universitaire qui, à travers la recherche et l’enseignement, a pour objectif la formation des dirigeants d’entreprises et d’organisations efficaces d'un point de vue économique, socialement responsables et qui respectent l'environnement.

## Réputation (classements et certificats)
EADA apparaît dans des classements des meilleures écoles d’affaires européennes et mondiales. Elle possède les certificats de qualité EQUIS et AMBA, et est membre fondatrice de l’AEEDE.
EADA figure dans le classement du Financial Times et The Economist, se situant parmi les 100 meilleurs écoles d’affaires du monde.

## Unités académiques
EADA propose des masters full time et part time dans les différents domaines du management: Marketing, Ressources Humaines, Finances et Opérations.
EADA propose également une formation de haut niveau pour les dirigeants en activité: le PDG ou Programme de Direction Générale (créé en 1967), pour les dirigeants senior; et le PDA ou Programme de Direction et d’Administration, pour les dirigeants junior et les cadres. En 2012, EADA proposera le premier programme à distance (distance learning) de Direction Générale.
EADA possède également un vaste portefeuille de programmes de Développement de Direction.

## Programme MBA
L’école d’affaires EADA propose différents programmes MBA qui couvrent plusieurs besoins corporatifs.
Global Executive MBA (anglais)
Executive MBA (espagnol)
MBA Internacional (espagnol et anglais)
MBA Part Time (espagnol)

## Alliances
EADA possède un vaste réseau d’alliances et de collaborations à travers le monde, parmi lesquelles: ABE (Alliance for Business Éducation), Vlerick Leuven Gent Management School, Audencia School of Management, Henley Management College, MIB School of Management, CERAM Business School, entre autres.